# Estocada
Se denomina estocada al golpe que se tira de punta con la espada, sable, estoque, florete o daga. 

## Tauromaquia

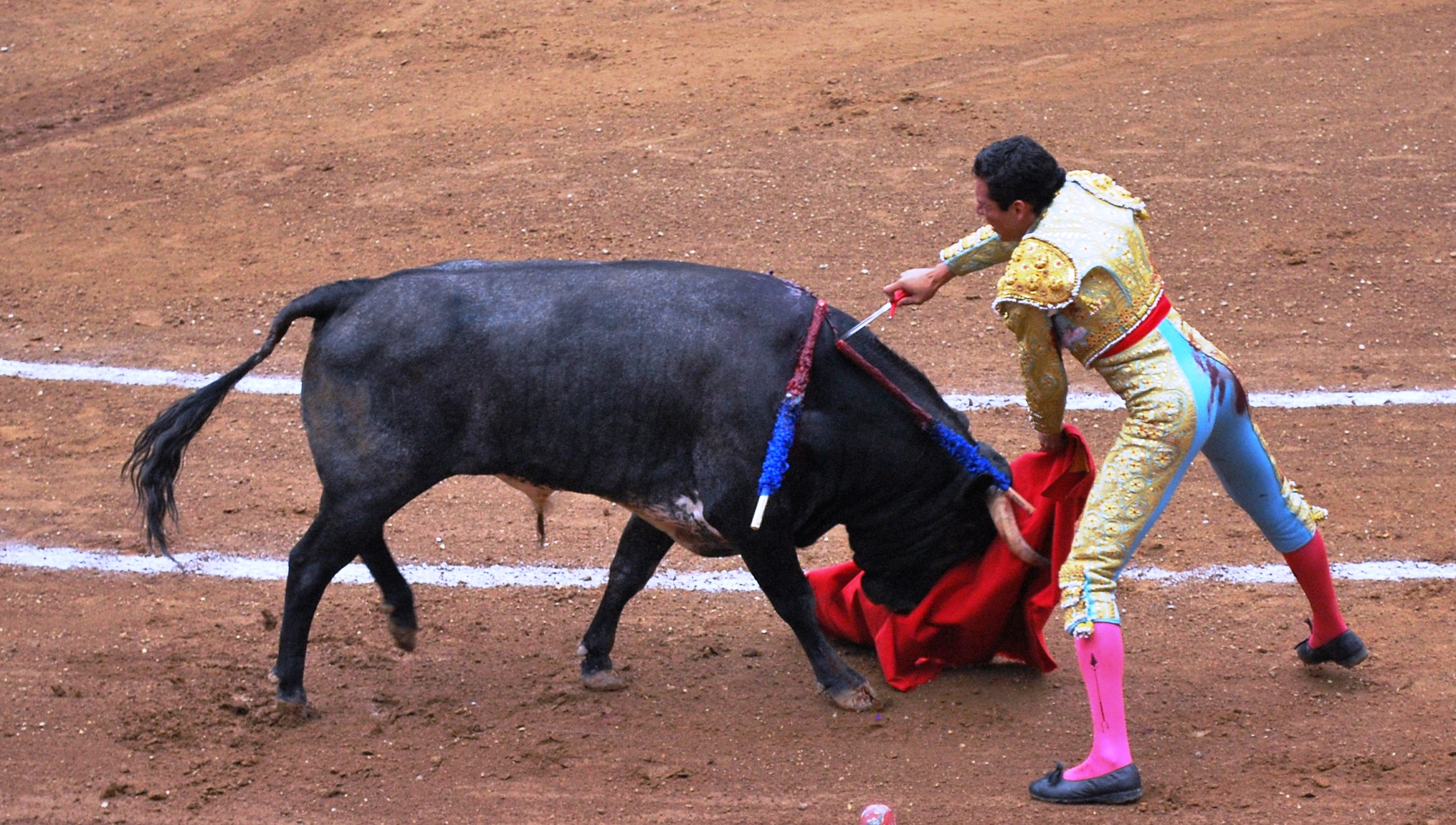
Torero realizando una estocada.

En tauromaquia, es el golpe final que da el torero para matar al toro. Se distinguen los siguientes tipos:
- Estocada buena. La que mata enseguida al animal.
- Estocada baja, la que entra por el cuello del toro, algo apartada de la médula.
- Estocada contraria. La que está en el lado izquierdo del animal.
- Estocada honda. La que penetra en el animal totalmente.
- Estocada media. Aquella en que se introduce la mitad del estoque.
- Estocada corta. La que solo penetra hasta la tercera parte del estoque.
- Rincón de Ordóñez. Estocada buena, pero algo caída.

## Esgrima
En esgrima se distinguen los siguientes tipos:
- Estocada de cuarto de círculo. La que se da metiendo la espada por debajo del brazo hacia la parte exterior de modo que va a dar en un lado del pecho.
- Estocada de puño. La que se da cuando es muy corto el medio de proporción, sin mover el cuerpo con solo recoger y extender el brazo.